# New Norfolk
New Norfolk è una città della Tasmania, in Australia; essa si trova 35 chilometri a nord-ovest di Hobart ed è la sede della Municipalità di Derwent Valley. Al censimento del 2006 contava 5 230 abitanti.
Dal Diario di bordo di Charles Darwin, 
“Nel 1836 questo fiorente villaggio contava 1 822 abitanti. Dista da Hobart 22 miglia; la strada segue il corso del Derwent. Abbiamo sorpassato diverse belle fattorie e molti terreni coltivati a grano”